# Hans Morgenthal
Hans Morgenthal (* 4. April 1914 in Berlin; † 25. April 1983) war ein Angehöriger des Ministeriums für Staatssicherheit (MfS) der DDR. In den 1950er Jahren baute er die Abteilung Aufklärung des MfS auf. Er war an der Organisation von Entführungen aus West-Berlin in den Ostsektor der Stadt beteiligt und galt als einer der bedeutendsten Führungsoffiziere bei der Hauptverwaltung A.

## Jugend, Ausbildung und politischer Kampf
Als Sohn eines Tischlers wurde er 1914 im  Prenzlauer Berg in Berlin in der Stargarder Straße 69 an der Ecke zur Pappelallee geboren. In seiner Jugend erlebte er die politischen Auseinandersetzungen zwischen den Parteien und Gruppen auf den Straßen Berlins. Von 1920 bis 1928 besuchte er die Volksschule und begann die Berufsausbildung zum Elektriker. Im Jahre 1928 wurde er auch Mitglied im  Kommunistischen Jugendverband Deutschlands (KJVD). Ab 1930 arbeitete er bei der Firma Julius Gast KG in Berlin-Lichtenberg in der Nähe des dort liegenden Bahnhofs, die Signalanlagen für Eisenbahnen herstellte.
In den Straßenkämpfen der 1920er und 1930er Jahre lernte er auch den Anarchisten Max Hoelz kennen. Ab 1931 gehörte er im Prenzlauer Berg einer kommunistischen Kampfstaffel an und wurde 1932 zu einer Gefängnisstrafe von drei Monaten auf Bewährung verurteilt. Nach einem Verfahren, weil er illegal eine Waffe besessen hatte, verlor er 1932 seine Arbeitsstelle.

## Widerstandskampf gegen das NS-Regime und Kriegsdienst
Ab 1933 wurde leistete er aktiven Kampf im kommunistischen Untergrund gegen das NS-Regime. Erst 1935 konnte er wieder eine Arbeitsstelle bei der Siemens AG in Berlin-Kreuzberg am Askanischen Platz finden. Dort gehörte er mit politischen Gleichgesinnten einer Widerstandsgruppe gegen das NS-Regime an. Seine Arbeit bestand in der Reparatur von elektrischen Maschinen, die im Haushalt verwendet wurden. Da diese Tätigkeit mit vielen Kontakten in Berlin verbunden war, konnte er den Mitgliedern seiner Widerstandsgruppe gut als Kontaktmann dienen. Im Jahre 1942 wurde er als Soldat im 333. Grenadier-Ersatz-Bataillon in Osteuropa eingesetzt. Schon 1944 konnte er als Zivilist wieder nach Berlin in seinen alten Beruf zurückkehren, wo er in der  Wörtherstraße 7  wohnte.

## Mitglied bei der KPD, SED und Angehöriger der Staatssicherheit
Nach der Besetzung Berlins durch die Rote Armee konnte er im November 1945 in eine Wohnung in der Prenzlauer Allee einziehen, wo vorher ein Angehöriger der Gestapo gewohnt hatte. Im gleichen Jahr wurde er Mitglied der KPD im Prenzlauer Berg und durch die Zwangsvereinigung von SPD und KPD  Mitglied der SED. Als Bezirksvorsitzender der SED betätigte er sich ab 1946 im Prenzlauer Berg.
Nach eigenen Angaben gehörte er seit 1947 der Abteilung Information der SED an. Da er mit seiner Frau das Geschäft für Sportartikel Leppin in der Eberswalder Straße 25–26 als Treuhänder übernommen hatte, wurde diese Tätigkeit der Ausgangspunkt für ein Netz aus Informanten und sogenannten Kundschaftern in den angrenzenden Sektoren von West-Berlin. Obwohl er formal seit Oktober 1948 der Volkspolizei bzw. dem Kriminalkommissariat 5 (K5) angehörte, war er tatsächlich für die Abteilung II (Abwehr) der SED in Berlin tätig. Am 3. März 1950 verpflichtete er sich zur Mitarbeit beim Ministerium für Staatssicherheit. Sein erster großer Auftrag bestand darin, in West-Berlin zuverlässige politische Mitarbeiter in mehrere große Sportvereine einzuschleusen.

## Führungsaufgaben beim Ministerium für Staatssicherheit und Organisator von Entführungen
Im Jahre 1950 wurde er auch beauftragt, für die Staatssicherheit in Groß-Berlin die Abteilung VIII aufzubauen, die der Observation und Festnahme von Verdächtigen dienen sollte. Nach Angaben von Alfred Weiland war Morgenthal mit Hans Rettmann schon seit 1947 an der Fahndung nach politischen Gegnern der SED beteiligt. Weiland, der am 11. November 1950 entführt wurde, gab Morgenthal als Organisator seiner Entführung an. Selbst einen Berliner, den Morgenthal in seiner Jugend kannte, und der Kontakte zum US-Geheimdienst hatte, verfolgte er. Dieser hatte sich allerdings als Kurier für die Kampfgruppe gegen Unmenschlichkeit in der Sowjetischen Besatzungszone betätigt, weshalb er vom Ministerium für Staatssicherheit als Agent eingestuft wurde.

## Kritische Beurteilung, Angehöriger bei der HVA
Im Zuge der Aufarbeitung der Folgen der Unruhen beim Aufstand vom 17. Juni 1953 in der DDR wurde auch Morgenthal von der SED überprüft. Dabei wurde er in einer politischen Beurteilung scharf kritisiert. Er würde in Diskussionen „die ganze Primitivität seines politischen Denkens“ zeigen. Es wurde als notwendig angesehen, ihm auf einer Kreisparteischule „die primitivste Anleitung zum Selbststudium und zum Studium der politischen Probleme zu geben“. Trotzdem konnte Morgenthal in der Führungsstruktur des MfS weiter für leitende Aufgaben eingesetzt werden. So wurde er im Jahre 1955 stellvertretender Leiter der Abteilung VI des MfS. Im Jahre 1956 wurde unter Markus Wolf die Hauptverwaltung A (HVA) im MfS aufgebaut. Diese Gelegenheit nutzte Morgenthal zum Wechsel in die HVA.
Fortan wurde er als einer der bedeutendsten Führungsoffiziere für Geheiminformatoren (GI) bei der HVA eingesetzt, weil er über zahlreiche Kontakte bei Informanten in Berlin verfügte. Doch seine Methoden, mit „hohen materiellen Zuwendungen“ und großem Alkoholgenuss Informanten zu binden, stießen bei der HVA bald auf scharfe Kritik. Als ihm dann auch noch Devisenvergehen und Verstöße gegen die Regeln der Konspiration nachgewiesen wurden, endete im Jahre 1959 mit seiner Entlassung seine Karriere beim MfS. Er hatte bei seiner Entlassung den Dienstgrad Major inne.